# Station Limbach (Sachs)
Station Limbach (Sachs) was een spoorwegstation in de Duitse plaats Limbach-Oberfrohna.  Het station werd in 1872 geopend en in 2000 gesloten. 
De stationsgebouwen zijn in 2020 en 2021 afgebroken.